# SZK Merani Martvili
A Merani Martvili (grúz betűkkel მერანი მარტვილი ჩიხურა საჩხერე, magyar átírásban Szapehburto Klubi Merani Martvili) grúz labdarúgócsapat. A klub székhelye Martviliban található, hazai mérkőzéseit a Központi Stadionban játssza. 
A klub története legnagyobb sikerét a 2010–11-es szezonban érte el, mikor a másodosztály ezüstérmeseként a grúz élvonalba lépett.

## Korábbi nevei
- Szalhino Gegecskori
- Cskondidi Martvili
- Szalhino Martvili

## Külső hivatkozások
- Adatlapja Archiválva 2017. augusztus 17-i dátummal a Wayback Machine-ben a foot.dk-n (grúzul)
- Adatlapja[halott link] a weltfussballarchiv.com-on (angolul)
- Legutóbbi eredményei a Soccerwayen (angolul)